# طلال مداح
طلال مداح  (5 أغسطس 1940 – 11 أغسطس 2000) مغني وملحن سعودي، يعد أحد أبرز الفنانين السعوديين. كان من أوائل الذين ساهموا في نشر الأغنية السعودية خارج المملكة حيث غنى في العديد من المدن حول العالم مثل باريس ولندن. قدّم الكثير من الأعمال الموسيقية وعَمِلَ مع العديد من الملحّنين والشعراء والموسيقيين، وكان له دورٌ كبير في تطوير الموسيقى السعودية بشكلٍ عام.
لم يكن طلال مداح فنانًا محليًا فقط، فمنذ بدأ الفن قبل خمسين عامًا وهو يغني للعرب وبكل اللهجات العربية، فغنّى بالمصرية واللبنانية والتونسية واليمنية والمغربية والعراقية والسودانية وكان نجمًا لامعًا أبرز فن الجزيرة العربية، وغنى أيضًا باللغة الإنجليزية بالرغم من أنه لم يكمل تعليمه الابتدائي.
عُرف بألقاب عديدة منها «الحنجرة الذهبية» و«قيثارة الشرق» و«صوت الأرض» و«فارس الأغنية السعودية» و«فيلسوف النغم الأصيل» و«زرياب» (أطلقه عليه محمد عبد الوهاب) و«أستاذ الجميع» (أطلقه عليه الفنان محمد عبده). غنى من ألحانه أيضا العديد من المطربين العرب مثل: محمد عبده، وردة الجزائرية، فايزة أحمد، هيام يونس، هالة هادي، سميرة سعيد، رجاء بلمليح، عبد الكريم عبد القادر، عبادي الجوهر، عادل مأمون، عتاب، رباب، راشد الماجد، علي عبد الكريم، محمد المسباح، نايف البدر، رابح صقر، ذكرى، أصيل هميم.

## النشأة
ولد طلال مداح في مكة في 5 أغسطس 1940، تولى زوج خالته علي مداح تربيته منذ ولادته فسمّاه طلال مداح، وسُجِّل في حفيظة نفوسه وجواز سفره باسم طلال علي مداح. كان له صديق تربى معه منذ الصغر هو محمد رجب وهو من هواة ترديد الأغاني المشهورة في ذلك الحين للموسيقار محمد عبد الوهاب، فبدأ يلقن طلال تلك الأغاني المشهورة ليشاركه في ترديدها معه، كما كان والده عبد رب الشيخ من المجيدين للعزف على آلة المدروف وهي آلة عزف شبيهة بالناي تصنع من القصب وبها خمسة ثقوب تستخدم لعزف أغاني الدان، كما أجاد والده العزف على السمسمية، وعليه فقد ساعدت تلك العوامل مجتمعة في إدخاله مجال الفن وجعله يعشق هذا اللون ويهواه بل ومردداً له في أغلب أوقاته.
كان طلال تلميذًا في أحد مدارس مدينة الطائف بالسعودية وكانت هذه المدرسة تقيم عدة حفلات في مناسبات عدة وكان معروفاً عن طلال حلاوة الصوت ونقاوته، الأمر الذي شجع المدرسة على أن تسند إليه القيام بمقرئ الحفل في كل حفلات المدرسة.
وكان من بين تلاميذ المدرسة وزملاء طلال تلميذ اسمه عبد الرحمن خوندنه، وكان هذا التلميذ من هواة الموسيقى ويمتلك عودًا يعزف عليه، ولربما كانت تلك الإحساسات الفنية المشتركة عاملاً على التقارب بين طلال وعبد الرحمن خوندنه، فاتفقا على إحياء ليالي سمر تضم الأصدقاء وأن يقوم طلال مداح بالغناء فيما يقوم عبد الرحمن بالعزف على آلة العود، وهكذا بدأت أولى خطواته الفنية.
ولما كان الطرب سابقًا أمرًا محرمًا ومستهجنًا فقد رأى الخوندنه أن يبقى العود دائماً بمنزل طلال مداح لأنه مكان آمن، ولا يستطيع والده اكتشاف ملكيته للعود، وعليه فقد كان كثير التردد على منزل طلال ليشبع هوايته في العزف.
وبحكم وجود ذلك العود بمنزل طلال، فإن طلالاً كان يداعب أوتاره في نشوةٍ وإصرار، ومضى وقت طويل، وخابت مرة وأصابت أخرى، إلى أن بدأ طلال فعلاً في إخراج نغمات تطرب سامعيها، وبذلك تعلم طلال العزف على أولى الآلات الموسيقية، وكانت أغنية (وردك يا زارع الورد) هي أولى أغنياته في الإذاعة السعودية.

### حياته الشخصية
تزوج طلال مداح 3 مرات، الأولى كانت في مدينة الطائف عام 1380هـ، وله منها 4 أولاد و3 بنات أكبرهم عبد الله وهو أكبر أبناء طلال مداح، أما زوجته الثانية أم رشا فأنجبت له بنتين، أما الثالثة فهي أم خالد وأنجبت منه ابناً واحداً وهو خالد و3 بنات.[بحاجة لمصدر]

## مسيرته الفنية

### فترة الستينات الميلادية
تعد فترة الستينيات فترة مهمة في مسيرته الفنية، إذ غنى خلالها أعمالاً من ألحان كبار الملحنين مثل الموسيقار طارق عبد الحكيم، والموسيقار غازي علي، وفوزي محسون وعبد الله محمد. والموسيقار سراج عمر، والموسيقار محمد عبد الوهاب الذي لحن له أغنية «ماذا أقول».

### فترة السبعينات الميلادية

طلال مداح (يسار) مع لطفي زيني

يعتبر البعض هذه الفترة هي بداية شهرة طلال مداح فنيًا - بتكوين الرباعي (طلال مداح وبدر بن عبد المحسن ومحمد عبد الله الفيصل وسراج عمر) حيث قام طلال مداح بالتلحين تارةً وتارة سراج عمر، وأما الغناء فكان بطبيعة الحال لطلال للعديد من النصوص التي كتبها الأمير بدر بن عبد المحسن والأمير محمد عبد الله الفيصل، وبالنسبة للأمير بدر بن عبد المحسن فمن أهم تلك الأعمال في تلك الفترة زمان الصمت وأغنية «وعد» من ألحان طلال مداح نفسه، والأخيرة كان التلفزيون الفرنسي يذيعها أحيانًا، وأغنية «لا وعد» من ألحان سراج عمر، وكانت قبل تلك الأعمال في مطلع السبعينيات أعمال أخرى مثل «غربة وليل» وأغنية «هدي خطانا» من ألحان سراج عمر، مع العلم أن ذلك التعاون كان قبل ذلك منذ فترة الستينيات بأعمال ربما ليست بقليلة كان أولها «عطني المحبة»، ونفس الشيء كان هنالك ثلاثي آخر بين (طلال مداح ومحمد عبد الله الفيصل وسراج عمر) وأشهرها «مقادير» و«أغراب» و«لا تقول» وكان طلال مداح قد ألهب مسارح القاهرة في السبعينات رغم وجود أساطير الغناء في العالم العربي مثل أم كلثوم وعبد الحليم حافظ وفريد الأطرش بأدائه على مسارح مصر وأغانيه الضاربة في ذلك الوقت مثل «مقادير» و«أغراب» و«أنادي» و«لا تقول» و«وقفي» و«هلي الجدايل» وغيرها.
كما أن ذلك لم يمنع طلال مداح من الغناء من ألحان ملحنين آخرين فقد غنّى أغنية «يا صاحبي» وأغنية «يا زينة يا أم الجدايل» من ألحان عبد الله محمد، وأغنية «عاش من شافك» من ألحان الموسيقار طارق عبد الحكيم. كما قام طلال مداح خلال فترة السبعينات بتأليف مقاطع موسيقية كان أشهرها مقطوعة «ليالي البرازيل» والتي أثبتت موهبته التلحينية حتى وإن لم يتواجد نص شعري.

### فترة الثمانينات الميلادية
اتجه طلال مداح في بداية الثمانينات لطرح الأغاني القصيرة مثل «أحبك كثر خطوات الثواني» و«زلزليني» و«بسكات» وغيرها، ولكن هذا النمط لم يستمر طويلاً بسبب ابتعاده عن الساحة الفنية مؤقتاً وانتقاله للعيش في مدينة لندن التي كان يتنقل بينها وبين المغرب لمدة 4 سنوات، لكنه عاد إلى السعودية ليشدو في منتصف الثمانينات وتحديدًا في عام 1985م إلى المكان الذي شهد بزوغه الفني وهي «مدينة الطائف» في افتتاح البطولة العربية وأطرب الحضور بمواله «زارنا في الظلام.. يطلب سترا» وأغنية «العشق» من ألحان رفيق دربه سراج عمر، وأغنية «ما عاد لي نفس» و«تصدق ولا أحلف لك» و«زل الطرب» و«سيدي قم» و«بالإشارة» والأخيرة من ألحان عدنان خوج، كما قدم بعضًا من أروع أغانيه مثل «خلصت القصة» و«أحرجتني» والأخيرة من ألحان عبد الرب إدريس، ليحصل على وسام الاستحقاق من الدرجة الثانية الذي منحه إياه آنذاك الملك فهد بن عبد العزيز. ثم شدا طلال مداح بأغنية «يا حبيب العمر» وهي قصيدة طويلة باللغة الفصحى من ألحان الملحن المصري جمال سلامة لكنها لم تطرح في الأسواق إلا بعد وفاته.

### فترة التسعينات الميلادية
كان بعضًا مما طرحه في فترة التسعينات الميلادية عبارة عن تجديد لأغانيه القديمة في الستينات والسبعينات بتسجيل وتوزيع مجدد أو غناءها على آلة العود كجلسات مثل (بعد إيه ترسل كتاب) و (ظالم ولكن) و (الله يرد خطاك) و (ماعننا وعنك) و (لسه برضو) وغيرها من أغانيه القديمة التي طرحها قبل فترة حفظ الحقوق والألبومات الرسمية والتي كانت تصدر على شكل أسطوانات مفردة لكل أغنية، كما أصدر بعض الألبومات الجديدة مثل (أنا راجع أشوفك)، و (ذهب)، و (العطر) الذي عاد فيه للتعاون مع رفيق دربه القديم سراج عمر، كما عاد طلال مداح للتعاون مع بعض الملحنين المصريين مثل إبراهيم رأفت في ألبوم لم يعنون ومن ضمن تلك الأعمال (عز اغترابي)، ومع توفيق فريد في عملين هما (وفقك الله) و (لحظة غضب)، كما تعاون طلال مع صالح السيد في أغنية (اعذروني) في ألبوم يحمل نفس عنوان الأغنية، وأصدر ألبومًا للعزف على العود بشكل منفرد أسماه (7 لمن؟) وهو يُعَد أول فنان سعودي يخوض هذا المجال، خفف من حفلاته التي اقتصرت في أغلب الأحوال على الحضور المحلي في مهرجانات جدة وأبها والجنادرية ولم يكن يقيم حفلات خارج المملكة إلا نادرًا.

### مساهماته في تطوير الأغنية السعودية
كانت أول أغنية عرفت لحنها وغناها طلال مداح هي (وردك يا زارع الورد) وكانت بالأسلوب الذي يسمونه (الأغنية المكبلهة) حيث جرت العادة قبلها عند المطربين السعوديين أن يلحنوا أي عمل بأسلوب ما يسمى بأغنية اللحن الواحد، وشجعه في تسجيلها عباس غزاوي مسؤول الإذاعة آنذاك. ثم لحّن وغنى كثير من الأعمال المكبلهة منها (يالي الليالي مشوقة)، و (مجروح وأئن)، و (هو حبك)، و (غريبة)، و (أسمر من البر) وغيرها. وأصدر بعض الأغنيات التي يشبه لحنها الموسيقى الغربية مثل أغنية (وعد) و (يا حلوة شيلي اللثام). وخاض تجربة الأغنية الطويلة فغنّى بعض الأعمال منها أغنية (يا حبيب العمر) وأغنية (تعالي) التي غنّاها في التسعينيات الميلادية، وأغنية (خلصت القصة) و (أحرجتني) و (أنا العاشق).

### ملحنون وشعراء تعاون معهم
تعاون طلال مداح مع أبرز الملحنين الكبار منهم محمد عبد الوهاب، وكان التعاون قد بدأ بأغنية «ماذا أقول» وكان هنالك عمل آخر هو «منك يا هاجر دائي» وهو العمل الذي لم يطرح رسميًا حتى وفاة طلال مداح مع أنه طُرِح في السوق مسجل بآلة العود في أواخر الثمانينات. كما تعاون مع الملحن محمد الموجي في أغنيتين وهما «لي طلب» و«ضايع في المحبة» وتعاون أيضًا مع الملحن بليغ حمدي في أغنية «يا قمرنا» ومع الملحن إبراهيم رأفت في أغنيتي «غلاب يا هوى» و«عز اغترابي» ومع الملحن جمال سلامة في أغنية «يا حبيب العمر» والتي لم تطرح رسميًا إلا بعد وفاته.
تعاون طلال مداح مع العديد من الملحنين السعوديين مثل الفنان طارق عبد الحكيم في مجموعة من الأعمال من أهمها أغنية «عاش من شافك»، و«عند النقاء ويلاه» و«لمين ابشكي غرامك»، و«فات الأوان»، وأوبريت وطني بعنوان (أفديك يا وطني) وأغنية (حائل بعد حيي)، كما تعاون مع الفنان الراحل عبد الله محمد في أعمال كثيرة منها «يا صاحبي» و«سويعات الأصيل»، ومع الفنان الراحل فوزي محسون في أعمال متعددة مثل «يالي جمالك جعلني باكي متألم» و«يا حبيبي.. يا حياتي» و«مين فتن بيني وبينك» وأغنية «كلام البارحة تغير»، ومع الفنان عبادي الجوهر في أعمال قليلة مثل «طويلة يا دروب العاشقين» و«عضة الإبهام»، ومع عبد الرب إدريس في أغنية «أحرجتني»، ومع أبو بكر سالم في مناسبات قليلة منها أغنية «ده اللي حصل من بعد» وهي من كلمات وألحان أبو بكر سالم.
كما تعاون مع الملحن سامي إحسان في عدة أعمال من أبرزها «تكفيني أنت» و«مرّت»، ومع الملحن محمد شفيق في أعمال عدة من أهمها «فاتر اللحظ» ومع طلال باغر في «أنا العاشق» وصالح الشهري في أغنية «ما أوعدك» وغيرهم.
كما غنّى طلال مداح من كلمات العديد من الشعراء أشهرهم: عبد الله الفيصل 10 أغاني، طاهر زمخشري سلام لله، بدر بن عبد المحسن 64 أغنية، محمد بن عبد الله الفيصل آل سعود 56 أغنية، خالد الفيصل 15 أغنية، إبراهيم خفاجي 8 أغاني، عبد الرحمن بن سعود كشاعر 6 أغاني، لطفي زيني كشاعر 8 أغاني، فوزي محسون كشاعر 4 أغاني، أبو بكر سالم كشاعر 4 أغاني، فائق عبد الجليل 6 أغاني، خالد زارع 43 أغنية، فيصل الفقيه 139 أغنية، ساري 10 أغنية، سعود شربتلي 6 أغاني، سعود بن عبد الله 34 أغنية، عبد الكريم خزام السليماني 22 أغنية، أسعد عبد الكريم أغنية واحدة، محمد أحمد محمد عصابي أغنية واحدة.

## حقائق عنه
- كانت أول أغنية سجّلها للإذاعة بعنوان «وردك يا زارع الورد» عام 1377 هـ والتي لحّنها بنفسه وشجعه في تسجيلها عباس غزاوي مسؤول الإذاعة آنذاك، وتُعَد أول أغنية عاطفية سعودية.
- عام 1379هـ سافر إلى بيروت حيث سجّل مجموعة من أغانيه «سويعات الأصيل» «أهل الهوى».
- عام 1386هـ كوّن شركة أسطوانات «رياض فون» مع الفنان لطفي زيني وأغلقت أبوابها مع ظهور الكاسيت عام 1390 هـ.
- عام 1382هـ غنّى من ألحان غازي علي «سلام لله يا هاجرنا» و«أسمر حليوة» و«جينا من الطايف».
- عام 1962م قام ببطولة الفيلم السينمائي الوحيد في مشواره الفني «شارع الضباب» مع الفنانة صباح.
- قام عام 1393هـ ببطولة المسلسل التلفزيوني «الأصيل» مع لطفي زيني وحسن دردير وشارك فيه الممثل محسن سرحان.
- أطلق أشهر أغانيه عام 1393هـ في القاهرة «مقادير» أمام 40 ألف متفرج في استاد نادي الترسانة.
- شارك بانتظام في حفلات مهرجان الجنادرية منذ عام 1409هـ
- كان أوبريت مولد أمة أول لقاء له مع رفيق دربه الفنان محمد عبده، وقدم أوبريت (ما ننساك يا أمير الشباب) للأمير الراحل فيصل بن فهد لِما للأمير فيصل معزّة خاصة في نفس طلال.
- شارك في جميع المهرجانات داخل السعودية منذ عام 1380 هـ إلى عام 1421 هـ، كما شارك في العديد من المهرجانات في الخليج العربي ومصر وسوريا ولبنان والجزائر وتونس وليبيا.
- أول من دخل ميدان الإنتاج السينمائي بفيلم شارع الضباب.
- أول من طبع أُسطوانات داخل السعودية.
- أول من أقام حفلات غنائية خارج السعودية وداخلها.
- أول من قدّم فرق موسيقية متكاملة ضمن غناء الجزيرة والخليج.
- أول من حدّث وطور الأغنية السعودية بأول أغنية تغنّت على نمط الكوبليهات (الأغنية المكبلهة) وهي «أغنية وردك يا زارع الورد» التي كانت من ألحانه.
- أول من استكتب شعراء لأعمال غنائية وطنية (حائل بعد حيّي، وطني الحبيب، أبها، طيبة).
- أول من أُذيعت له أغنيات سعودية من لندن، دمشق، القاهرة والإذاعات الموجّهة من ألمانيا، هولندا، براغ، موسكو، وغيرها.
- أول من قدّم مسرح في التلفزيون السعودي.
- أول من حصل على الأسطوانة الذهبية. عمل على إضافة وتر للعود وتعلم التقنية الموسيقية.
- أول من عمل مقطوعات موسيقية.
- أول فنان سعودي سجلته جمعية المؤلفين والموسيقيين في فرنسا.
- أول فنان سعودي يكرم داخل السعودية وخارجها. تسلم العديد من الجوائز التكريمية.
- جائزة من الرئيس الليبي الأسبق معمر القذافي.
- أول فنان خليجي تترجم له أغنية على التلفزيون الفرنسي (وعد).
- أول فنان تُذاع له أغنية عاطفية (وردك يا زارع الورد) بالإذاعة السعودية.
- حاز على المركز الأول في أول استفتاء إذاعي سعودي عام 1963م في مجالي الغناء والموسيقى.
- أول من غنّى ألوان غنائية عربية.

## وفاته
توفي طلال مداح في يوم الجمعة 11 جمادى الأولى 1421هـ الموافق 11 أغسطس 2000 على الهواء مباشرة أثناء أداءه إحدى وصلاته الغنائية على مسرح «المفتاحة» في مدينة أبها في السعودية أمام أكثر من 3 آلاف شخص. نُقل جثمانه بالطائرة من أبها إلى مطار الملك عبد العزيز الدولي بجدة وكان في استقبال الجثمان عند الطائرة أبناؤه وأقاربه وعدد من أصدقائه وأحبائه، والفنان محمد عبده، وكان على متن الطائرة الفنان عبادي الجوهر ومدير أعمال طلال وصديقه خالد أبو منذر والشاعر سعود سالم والإعلامي يحيى زريقان. نقل بعدها جثمانه إلى مكة المكرمة بسيارة إسعاف وصُلي عليه في المسجد الحرام بعد صلاة الجمعة ودفن في مقبرة المعلاة.

## أعماله الفنية

### الألبومات
| #  | اسم الألبوم                | رقم الألبوم | الإصدار | الشركة المنتجة           | ملاحظات                              |
| -- | -------------------------- | ----------- | ------- | ------------------------ | ------------------------------------ |
| 1  | سهرة مع طلال مداح 1        | *           | 1960    | موريفون                  |                                      |
| 2  | سهرة مع طلال مداح 2        | *           | 1960    | موريفون                  |                                      |
| 3  | سهرة مع طلال مداح 3        | *           | 1960    | موريفون                  |                                      |
| 4  | سهرة مع طلال مداح 4        | *           | 1960    | موريفون                  |                                      |
| 5  | جلسة 1                     | *           | 1970    | تسجيلات هيزع             |                                      |
| 6  | طلال مداح 1                | *           | 1970    | تسجيلات صوت الجزيرة      |                                      |
| 7  | طلال مداح 2                | *           | 1970    | تسجيلات صوت الجزيرة      |                                      |
| 8  | مرت ومر الزمان             | *           | 1970    | تسجيلات جولدن كاسيت      |                                      |
| 9  | جمعتنا الظروف              | *           | 1970    | تسجيلات يوسف حيدر وشركاه |                                      |
| 10 | خلصت القصة                 | *           | 1970    | تسجيلات ليالي الأنس      |                                      |
| 11 | طلال مداح 3                | *           | 1970    | تسجيلات كليوباترا        |                                      |
| 12 | حبك سباني                  | *           | 1970    | تسجيلات كليوباترا        |                                      |
| 13 | تعلق قلبي                  | *           | 1970    | تسجيلات كليوباترا        |                                      |
| 14 | وعدك متى؟                  | *           | 1980    | تسجيلات جولدن كاسيت      |                                      |
| 15 | سيدي قم                    | 1           | 1980    | تسجيلات فنون الجزيرة     |                                      |
| 16 | طلال مداح مع عتاب 1        | 2           | 1980    | تسجيلات فنون الجزيرة     |                                      |
| 17 | يا حياتي.. يا حياتي        | 3           | 1980    | تسجيلات فنون الجزيرة     |                                      |
| 18 | طلال مداح مع عتاب 2        | 4           | 1980    | تسجيلات فنون الجزيرة     |                                      |
| 19 | مختارات من أغاني طلال مداح | 5           | 1980    | تسجيلات فنون الجزيرة     |                                      |
| 20 | جلسة مع طلال مداح          | 6           | 1980    | تسجيلات فنون الجزيرة     |                                      |
| 21 | أحرجتني                    | 7           | 1980    | تسجيلات فنون الجزيرة     |                                      |
| 22 | ماذا أقول                  | 8           | 1980    | تسجيلات فنون الجزيرة     |                                      |
| 23 | جتني تقول                  | 9           | 1980    | تسجيلات فنون الجزيرة     |                                      |
| 24 | أنا العاشق                 | 10          | 1980    | تسجيلات فنون الجزيرة     |                                      |
| 25 | رفعت الصوت أغني            | 11          | 1980    | تسجيلات فنون الجزيرة     |                                      |
| 26 | وعدك متى؟                  | 12          | 1980    | تسجيلات فنون الجزيرة     |                                      |
| 27 | لا تشد القيد               | 13          | 1980    | تسجيلات فنون الجزيرة     |                                      |
| 28 | فاتر اللحظ                 | 14          | 1980    | تسجيلات فنون الجزيرة     |                                      |
| 29 | منوعات طلال مداح           | 15          | 1980    | تسجيلات فنون الجزيرة     |                                      |
| 30 | يا كريم                    | 16          | 1980    | تسجيلات فنون الجزيرة     |                                      |
| 31 | مع الأيام                  | 17          | 1980    | تسجيلات فنون الجزيرة     |                                      |
| 32 | عز الوطن                   | 18          | 1980    | تسجيلات فنون الجزيرة     | أغاني وطنية                          |
| 33 | إلا أنا                    | 19          | 1980    | تسجيلات فنون الجزيرة     |                                      |
| 34 | ما نسيتيني                 | 20          | 1980    | تسجيلات فنون الجزيرة     |                                      |
| 35 | الحق معاي                  | 21          | 1980    | تسجيلات فنون الجزيرة     |                                      |
| 36 | صرخة                       | 22          | 1990    | تسجيلات فنون الجزيرة     | أغاني وطنية                          |
| 37 | قصت ضفايرها                | 23          | 1990    | تسجيلات فنون الجزيرة     |                                      |
| 38 | صعب السؤال                 | 24          | 1990    | تسجيلات فنون الجزيرة     |                                      |
| 39 | منهو حبيبك؟                | 25          | 1990    | تسجيلات فنون الجزيرة     |                                      |
| 40 | اعذروني                    | 26          | 1990    | تسجيلات فنون الجزيرة     |                                      |
| 41 | عشب الفخر                  | 27          | 1990    | تسجيلات فنون الجزيرة     | أغاني وطنية                          |
| 42 | ديرتي                      | 28          | 1990    | تسجيلات فنون الجزيرة     | أغاني وطنية                          |
| 43 | تعيشي يا سعودية            | 29          | 1990    | تسجيلات فنون الجزيرة     | أغاني وطنية                          |
| 44 | السكوت أرحم                | 30          | 1990    | تسجيلات فنون الجزيرة     |                                      |
| 45 | سويعات الأصيل              | 31          | 1990    | تسجيلات فنون الجزيرة     | تجديد لأغاني قديمة                   |
| 46 | تدلل يا قمر                | 32          | 1990    | تسجيلات فنون الجزيرة     |                                      |
| 47 | نجمة ونهر                  | 33          | 1990    | تسجيلات فنون الجزيرة     |                                      |
| 48 | زمان الصمت                 | 34          | 1990    | تسجيلات فنون الجزيرة     | تجديد لأغاني قديمة                   |
| 49 | مصدر أحزاني                | 35          | 1990    | تسجيلات فنون الجزيرة     | تجديد لأغاني قديمة                   |
| 50 | جلسة مع طلال مداح          | 36          | 1990    | تسجيلات فنون الجزيرة     |                                      |
| 51 | أنا راجع أشوفك             | 37          | 1990    | تسجيلات فنون الجزيرة     |                                      |
| 52 | مشتق للمغرب                | 38          | 1990    | تسجيلات فنون الجزيرة     |                                      |
| 53 | لا بكا ينفع                | 39          | 1990    | تسجيلات فنون الجزيرة     |                                      |
| 54 | ألف شكراً                   | 40          | 1990    | تسجيلات فنون الجزيرة     |                                      |
| 55 | تعالي                      | 41          | 1990    | تسجيلات فنون الجزيرة     |                                      |
| 56 | وطني الحبيب                | 42          | 1990    | تسجيلات فنون الجزيرة     | أغاني وطنية                          |
| 57 | طيب؟                       | 43          | 1990    | تسجيلات فنون الجزيرة     |                                      |
| 58 | يا بنت                     | 44          | 1990    | تسجيلات فنون الجزيرة     |                                      |
| 59 | جلسة مع طلال مداح          | 45          | 1990    | تسجيلات فنون الجزيرة     | تجديد لأغاني قديمة                   |
| 60 | عضة الإبهام                | 46          | 1990    | تسجيلات فنون الجزيرة     |                                      |
| 61 | أغراب                      | 47          | 1990    | تسجيلات فنون الجزيرة     | إعادة طرح لأغاني لم يسبق طرحها رسميا |
| 62 | مقادير                     | 48          | 1990    | تسجيلات فنون الجزيرة     | إعادة طرح لأغاني لم يسبق طرحها رسميا |
| 63 | عز الكلام                  | 49          | 1990    | تسجيلات فنون الجزيرة     |                                      |
| 64 | لا نفترق                   | 50          | 1990    | تسجيلات فنون الجزيرة     |                                      |
| 65 | سلطنة                      | 51          | 1990    | تسجيلات فنون الجزيرة     | تجديد لأغاني قديمة                   |
| 66 | جلسة مع طلال مداح          | 52          | 1990    | تسجيلات فنون الجزيرة     | تجديد لأغاني قديمة                   |
| 67 | ذهب                        | 53          | 1990    | تسجيلات فنون الجزيرة     |                                      |
| 68 | العطر                      | 54          | 1990    | تسجيلات فنون الجزيرة     |                                      |
| 69 | منوعات طلال مداح           | 55          | 1990    | تسجيلات فنون الجزيرة     | تجديد لأغاني قديمة                   |
| 70 | موحدين                     | 56          | 1990    | تسجيلات فنون الجزيرة     | أغاني وطنية                          |
| 71 | عشقته.. ودانات             | 57          | 1990    | تسجيلات فنون الجزيرة     | تجديد لأغاني قديمة                   |
| 72 | أسبوع                      | 58          | 1990    | تسجيلات فنون الجزيرة     |                                      |
| 73 | سلطنة 2                    | 59          | 2001    | تسجيلات فنون الجزيرة     | طُرح بعد وفاته                        |
| 74 | أرفض المسافة               | 60          | 2002    | تسجيلات فنون الجزيرة     | طُرح بعد وفاته                        |
| 75 | قولوا للغالي               | 61          | 2003    | تسجيلات فنون الجزيرة     | طُرح بعد وفاته                        |
| 76 | مرّت                        | 62          | 2004    | تسجيلات فنون الجزيرة     | طُرح بعد وفاته                        |
| 77 | سلطنة 3                    | 63          | 2005    | تسجيلات فنون الجزيرة     | طُرح بعد وفاته                        |
| 78 | جلسة نغم 2006              | 64          | 2006    | تسجيلات فنون الجزيرة     | طُرح بعد وفاته                        |
| 80 | بعد روحي                   | 66          | 2007    | تسجيلات فنون الجزيرة     | طُرح بعد وفاته                        |
| 81 | مين يبشرني                 | 67          | 2008    | تسجيلات فنون الجزيرة     | طُرح بعد وفاته                        |
| 82 | نبطيات                     | 68          | 2009    | تسجيلات فنون الجزيرة     | طُرح بعد وفاته                        |
| 83 | لا توحشونا                 | 69          | 2009    | تسجيلات فنون الجزيرة     | طُرح بعد وفاته                        |
| 84 | الحب وأنت وأنا             | 70          | 2010    | تسجيلات فنون الجزيرة     | طُرح بعد وفاته                        |
| 85 | منك يا هاجر                | 71          | 2011    | تسجيلات فنون الجزيرة     | طُرح بعد وفاته                        |

### أفلام ومسلسلات
- فيلم شارع الضباب من إخراج سيد طنطاوي وشاركه في البطولة الفنانة صباح والفنان رشيد علامة.[12]
- مسلسل (الأصيل) من إنتاج التلفزيون السعودي عام 1973، تأليف لطفي زيني وحوار فهيم القاضي ومثل معه حسن دردير ولطفي زيني ورجاء صادق ومن إخراج نور الدمرداش.[13]

## جوائز وتكريم
- عام 1405هـ حصل على وسام الاستحقاق من الدرجة الثانية من قبل خادم الحرمين الشريفين الملك فهد بن عبد العزيز آل سعود.
- وسام من الرئيس التونسي الحبيب بورقيبة.
- حصل على العديد من الشهادات والتكريم آخرها في مهرجان الأغنية العربية بالقاهرة عام 1998م.

### التقدير
كان طلال مداح موضوع جوجل دودل في 5 أغسطس 2018، احتفالًا بالذكرى 78 لميلاده.

### ليلة صوت الأرض
في 1 فبراير 2023 كرمته الهيئة العامة للترفيه في في السعودية بإقامة حفل (ليلة صوت الأرض)، وهو حفل غنائي شارك فيه 40 فناناً عربياً. وأعلن في الحفل عن إطلاق اسم «صوت الأرض» على استوديو SSL، أحد استوديوهات «مرواس» تكريماً للفنان.

## آراء فنية
- محمد عبد الوهاب: إن من أجمل الأصوات التي استمعت إليها في الوطن العربي هو صوت طلال مداح.[18]
- الفنان فيصل علوي: صرّح بعد وفاة طلال مداح: طلال بالنسبة لي أخ عزيز وهو رفيق العمر وتربطني به علاقة كبيرة جداً، أُعزّي نفسي والشعب السعودي والعربي، والأستاذ طلال أيضاً خسارة كبيرة جداً على السعودية والعالم العربي.[19]

- الملحن بليغ حمدي عند سؤاله عن رأيه في الفنانين السعوديين قال إنهم في كفة وطلال مداح في كفة أخرى وأشار إلى أنَّ طلال هو أفضل من غنّى في السعودية وهو أجمل صوت عربي حالياً ويكفي تفاعله مع الكلمة واللحن. وأضاف بأن طلال يمتلك ثقافة واسعة جدا ذات فلسفة غريبة فلو قُدِّر له وجود الجو المناسب والإدارة المناسبة (التنظيم) فسيصبح أفضل فنان عربي.
- الفنانة صباح الأغنية السعودية في الآونة الأخيرة انتشرت كثيراً وأكيد كان بفضل الفنان طلال مداح.[20]
- الفنانة سميرة توفيق كان لي الحظ في كوني أول فنانة عربية تغني من ألحان طلال مداح وكانت بيني وبينه علاقة أهل وصداقة وكانت تربطني به وبعائلته علاقة حميمة جدًا.
- الفنانة ذكرى تجربتي مع طلال مداح كانت وسام على صدري، كان لي الشرف في تعاوني معه ومقابلتي له أيضًا.[20]
- الفنان محمد عبده طلال مداح أستاذنا وهو خارج المنافسة وأصبح مرجع، نتنافس على الكلمة والنغمة ولكن عندما نختلف نرجع إلى المنجد وهذا المنجد هو طلال مداح.[21]
- الفنان عبد الله الرويشد طلال مداح صوت لا يوجد في الجزيرة العربية.[22]
- الفنان والملحن غازي علي والذي تعاون مع طلال في أعمال قليلة منها "سلام لله يا هاجرنا" و"أسمر حليوة"، و"جينا من الطايف"، وأغنية "اسمحولي اقولكم"، وقال غازي أن: طلال مداح عبقري في التلحين وأن عبقريته تكمن في بساطة ألحانه وعدم تكلفها بحيث أنها ترسخ في ذهن السامع لأنها نابعة من روحه كفنان وأما بالنسبة لصوته فصوته من أجمل الأصوات التي سمعها في حياته.
- الشاعر فيصل الفقيه الذي تعامل مع طلال مداح في العديد من الأعمال وكان أولها "بشويش عاتبني" كما تعاون معه في أغاني مشهورة "ياللي الليالي" و"يا من في قلبي غلا" قال: أن (طلال مداح هو أفضل من غنّى بشعره كصوت وأن طلال مداح كان أحد أسباب شهرة فيصل الفقيه الشاعر، كما قال أن مؤسس الأغنية السعودية هو طلال مداح لأنه أول من خرج عن الإطار، كما أن صوته الجميل الذي يشبه العصافير المغردة هو أحد أهم صفات طلال مداح الفنان).
- الشاعر خالد زارع والذي قدّم العديد من الأعمال الجميلة مع طلال مداح مثل "ظالم ولكن" و"سهرانين" وغيرها، قال في إحدى اللقاءات: (طلال مداح لن يتكرر أبدًا وهو كفنان حالة نادرة من المستحيل أن تتكرر).[23]
- الأمير محمد بن عبد الله الفيصل آل سعود طلال مداح تاريخ، وتاريخ الأغنية السعودية كانت بداياته الفعلية على يد طلال مداح واشتهرت بفضل طلال مداح رغم محاولات من سبقوه.[24]
- الأمير بدر بن عبد المحسن أصبح اسم طلال مداح في كل قلب وعلى كل شفاه، وتجاوز الفن الغنائي السعودي بفضل صوته حدود الوطن ليصل للعالم العربي كله. طلال مداح فنان متميّز ومدرسة مختلفة عن ما سبقتها وقد مر ذلك الفنان بمراحل عدة ارتفع فيها رصيد نجاحه وتناقص، ولكن تميزه وتفرّده ليس فقط في صوته الليّن الدافئ القوي، إنما في شخصيته البسيطة الطيبة وأفكاره وفلسفته الخاصة للأشياء وعنها.[25]
- الملحن سامي إحسان حمل على كاهله هاجس الأغنية السعودية وتطويرها ويرفض أي مساس بها، إنه إنسان من عهد الطرب الأصيل الذي يلتزم بالإنسان ويحكي سيرته، يكتب الجملة الموسيقية بكل مشاعره ويسبح في الفن الشرقي، لكنه لا يرفض الفن الحديث والمعاصر ويسعى دائماً للتجديد، ويعتقد أن الكلمة الشاعرية المتدفقة من أعماق القلب هي التي تحرك ملَكة الإبداع.
- بليغ حمدي: أجمل صوتين في التاريخ الحديث للأغنية العربية هما محمد عبد الوهاب وطلال مداح، وعنّي أنا فأنا مذهول بهذا الصوت العظيم الذي لا يتكرر.[26]
- الشاعرة هتان: أبو عبد الله ظاهرة لن تتكرر في كل شيء. بدءاً من بساطته وتواضعه وانتهاءً بتاريخه الغنائي الضخم.[بحاجة لمصدر]

## روابط خارجية
- طلال مداح على موقع ميوزك برينز (الإنجليزية)
- طلال مداح على موقع ديسكوغز (الإنجليزية)
- الإستماع إلى جميع ألبومات وأغاني طلال مداح